# Војска Србије
Војска Србије (скраћено ВС) је оружана сила Републике Србије. Председник Републике врши дужност врховног команданта Војске Србије, док управу и политику одбране спроводи Влада преко Министарства одбране. Највиши оперативни орган, задужен за распоређивање и припрему оружаних снага у миру и рату, је Генералштаб.
По Уставу Републике Србије, Војска Србије је оружана сила Републике Србије намењена за одбрану земље од оружаног угрожавања споља, као и за извршавање других мисија и задатака, у складу са Уставом, законом и принципима међународног права који регулишу употребу силе. Војска Србије се може употребити ван граница Републике Србије само по одлуци Народне скупштине Републике Србије.

## Историја

### Стварање Српске војске
Духовно расположење српског становништва Београдског пашалука, у једном тренутку почетком 1804. године превагнуло је на ону страну где се једини излаз још видео у подизању оружја којим би се обезбедили правда и право. Та коначна одлука пала је у Орашцу на Сретење. Био је то тада неизвестан подухват у најсложенијим политичким условима ондашње Европе.
Два пута су Срби са обе стране турске границе садејствовали аустријској војсци у ратовима против Турске током 18. века, упамтили су двадесетогодишњу аустријску владавину над Београдом и северним деловима Србије. Није избледело сећање да је после Свиштовског мира између Аустрије и Турске било обећано да ће се Београдски пашалук поделити на 12 нахијских књежина, са једним „врховним кнезом” као гаранцијом аутономије. Дакле, оно што су имали и за аустријске управе, на шта су били навикли. Ређали су се опетовани захтеви Срба султану и жалбе на режим узурпатора. Бојећи се нових устанака, Порта је наредила реформе и административне ревизије у Босни, али не успева да их наметне агама и јањичарима у Србији. Срби постављају у више махова скоро 33 захтева, од којих се само њих пет односи на аграрне односе и спахије. Тражили су аутономију као и њихови саплеменици на Темишварском сабору 1790. године од аустријског цара. Срби у Темишвару истичу да народ без аутономије није нација. Дух Кочине крајине се живо памти, као и војевање фрајкора у Мачви, а преко река је избегло око 50.000 људи који чекају. Велике силе у потаји вуку своје потезе и сагледавају своје стратешке интересе.
Заједно са оружаном борбом на просторима где су живели Срби полако се развијала и свест где је средиште њихове државности. Појам Србије настаће тек као последица устанка и прерастања борбе за аутономију у оквиру турског поретка у борбу за самосталну државу. Тај преображај десио се 1806. године, после великих српских војних победа. Победе над турском војском биткама на Иванковцу, Мишару, Делиграду, али и улазак у Београд, дале су устанку међународни значај, он постаје вододелница за ондашње велике силе. Устаници су поразили не само турску војску већ, нехотично, и Наполеона, који ју је опремао и војнички инструисао да удари из три правца, цара који је свако одступање Турске видео као напредовање Русије. Мада идеолошки савезници, Аустријанци такође зазиру од руских намера. Сами Руси су полуострво радије желели да виде раздробљено, а српски устанак тек као подстицај грчком покрету за ослобођење. Не знајући за правила високе политике, Срби су се још у фебруару 1806. обратили руском цару да их подржи у праву на националну државу у „балканским покрајинама”, која би могла подићи војску од 200.000 људи. Мада готово неписмени и без стручних војних школа, вође устанка и војске правилно цене стратешке елементе у политичком одлучивању, место војске и војне претње на првом месту.
Пораз Српске војске 1813. године уследио је после одбијања да приме услове руско-турског мира. Руси који су сваког часа очекивали упад Наполеона склопили су један, по Србе магловит уговор у Букурешту, 28. маја 1812. године, у коме се гарантовала недовољно дефинисана унутрашња самоуправа и амнестија. Остављено им је да се с Турцима нагоде око величине данка и предаји оружја. Требало је да Турци поново успоставе раније гарнизоне. Хајдуцима би се дозволило да побегну у Русију и Немачку. Русија је за чувара српске аутономије одредила Аустрију, државу чији је канцелар давао подршку Турској. На скупштини у Крагујевцу, где су старешине одбациле ову понуду, речено је „да је ова земља припадала нашим прецима и ми смо је нашом крвљу освојили. Ако је Рус обећао Турцима утврђења, мораће им их негде другде дати”.
Самопожртвовање старешина и бораца до последњег момента, њихово држање и пред бројнијим непријатељем, Турци су добро упамтили. И сама помисао да би се то могло поновити терала их је касније на попуштање. Када је плануо поновни устанак 1815. године, били су спремнији на попуштање. Употреба оружја и народне војске у борби за стварање самосталне националне државе одредила је у српској политичкој култури значај војног фактора и опредељење да се војска развија као народна узданица која ће једног дана довршити националну мисију ослобођења.
Током устанка Српска војска је била народна. Војводе и старешине позивале су сељаке само кад је предстојала борба. Оружје и опрему набављали су сами, или пред битку дотурало однекуд. Уз ту борачку масу по позиву, током прве српске — устаничке државности, постојали су стални одреди увежбаних и наоружаних момака који су за своју службу били плаћени. Звали су их бећарима или момцима, а чинили су неку врсту пратње Вожду Карађорђу и осталим кнезовима. Чинили су посаде утврђења и чували границе. Организација је остала једнака током оба устанка.
Кнез Милош је после Другог устанка распустио војску, али она није била разоружана. Са том чињеницом — наоружаним народом — рачунале су ондашње и Турска и Аустрија. Овај „швајцарски” систем наоружаних „резервиста” укинуо је тек краљ Милан. Но, инструментализовани деловањем ондашњих радикала, сељаци Тимочке крајине одбијају да предају оружје и дижу буну, коју ће стајаћа војска брзо угушити.

### Утицај Русије
Деветнаести век је за српску аутономну Кнежевину и, касније, независну Краљевину протекао у дограђивању система народне, али и стајаће војске. Војска се припремала саобразно ондашњим европским искуствима, економским моћима државе и државним — националним програмом који је подразумевао ширење националног нуклеуса на још неослобођене крајеве у којима Срби живе од давнина.
Напору Србије да организује примерену стајаћу војску дају отпор, у различитим видовима, и Аустрија и Турска. С друге стране, без војске, препуштена на милост и немилост турском суверенитету и променљивој политици заштите великих сила, ни већ добијена аутономија није изгледала сасвим сигурна тековина, која се не би могла изгубити у некој ситуацији затегнутих односа међу великим силама. А није се могло без војне организације и војске ни помишљати на даљу борбу за самосталност.
У првом периоду српске аутономије, коју је, после успешног рата са Турском (1827—1829), издејствовала Русија и постала Једренским миром високи покровитељ српске аутономије, та сила је дала печат првобитном развоју српске стајаће војске. Малу војску, почевши од униформе, организовала је Русија по властитом узору. Активни официри су били из Русије, уведени су руски закони и егзерцир. У периоду од 1830. до 1836. године формирани су постепено батаљон пешадије, коњички ескадрон и топовска батерија. Тада је у Русију послата и прва група од 12 младића на школовање за официре. Први српски закон о устројству гарнизоног војинства донесен је 1838. године. Војска се у тој првој фази свог развоја налазила под надлежношћу Министарства унутарњих дела.
Стајаћа војска Србије имала је крајем 1847. године једва 2.438 официра, стручних припадника и војника. Пешадија је била увећана за још један батаљон од четири чете.
Аустрија није благонаклоно гледала на развој српске државности, па ни њене војске. У првој фази развоја Српске војске није било неких посебних утицаја. Касније, током 1860. године почели су преласци млађих српских официра из Аустроугарске у Српску војску. У њу су долазили и други, махом Словени, лекари, апотекари, инжењери, музичари, али и официри родова. Србија је 1867. донела Закон о примању страних официра.
Доминантни утицај на развој Српске војске и војне мисли доћи ће из Француске, а нешто мање из Пруске после њене победе над Наполеоном III. Међутим, у домену теорије, немачки војни писци, који су и даље развијали Наполеонову мисао, биће опште присутни.

### Модернизација по угледу на Француску
Са инжењеријом и артиљеријом се више није могло импровизовати. Култу народне војске, који се после устанка поново уздигао учешћем српских добровољаца под Книћанином у рату војвођанских Срба и Аустрије против Мађара 1848, полако се додавала мисао о потреби изображене и модерне војске. Те идеје су промовисали најистакнутији српски политичари и војници тога времена. Будући генерал Миливоје Блазнавац, са својим ратним искуством из 1848. и потоњим школовањем у Бечу и Француској, пренео је Гарашанину идеје о потреби модернизације у наслону на француску школу и одлучујуће утицао да се у Србији отвори Артиљеријска школа (Војна академија). С друге стране, интереси Француза за Србију због Кримског рата доводе до блиске сарадње у подизању Тополивнице и образовања кадра. Тада створене везе довешће до тога да први министар војни у Србији буде управо Француз Иполит Монден (1861—1865), који је као капетан био задужен да 1856. направи темељну студију о Србији. Но, данас би рекли да је прагматичном и технократском приступу кнеза Михаила да војску воде и развијају најстручнији, без обзира на династичке предрасуде, морала претходити смрт старог кнеза Милоша, који је у прогону присталица Карађорђевића после 1858. отерао из земље или у изолацију најистакнутије промоторе модернизације, Заха и Блазнавца међу осталима.

### Ново министарство
Монден је практично устројио ново Министарство војно. У његовој компетенцији било је и министарство грађевина или доследно, према француском узору — Јавних радова. Путеви, мостови, водоснабдевање, а касније и железнице, биле су у свим европским земљама најважнији услов мобилизације и ратних операција. Монденова десна рука био је Блазнавац. Руска правила и закони замењени су француским, или су били нешто мало прилагођени српским приликама. Установљени су пензиони фондови за помоћ официрима и подофицирима, реорганизована здравствена служба, унапређено је и коњогојство као предуслов подизања ратне армије, и много штошта другог. Српска скупштина је пре самог доласка Мондена донела Закон о Народној војсци. У ту снагу од сто до сто педесет хиљада бораца, са којом Михаило мисли да води ослободилачке ратове, једино верују Французи, који су имали у рукама извештаје Мондена, али и искуства из својих ратова у Италији, на Криму и Гарибалдијевих похода. Народна војска, сада опремљена и бројнијом артиљеријом, видно је напредовала захваљујући највише управо националном полету.
- Униформа пешадијског официра српске војске из 1900. године.
- Поверљива информација о саставу Српске војске из 1901. године.
- Униформа Официра Српске и Југословенске Војске из 1919. године.

Искуства ратова 1876—1878. године утицала су на даљи развој српске војске и њено модернизовање. Српски официри су се жалили на наоружање, па и на руско командовање у првом рату (1876). Уочен је недостатак већег броја активних старешина и способних подофицира, али и да су обични војници недовољно обучени. Све то је утицало да се после рата повећа број питомаца у школама, установи шира мирнодопска формација, која би обухватила природни прираштај мушког становништва. Нежељени рат, у који је краља Милана гурнула Аустрија, рат против Бугарске кнежевине 1885. године, дао је нове импулсе. Милан, иако се повукао са престола, постаје командант војске и иницира најзначајнију реформу која ће бити основа формације за ослободилачке ратове 1912—1918. године.
За јачање и осавремењивање српске војске у свим временима пресудна је била сагласност владарског дома и најистакнутијих политичких чинилаца, те носилаца највиших војних положаја са циљевима националне политике у ближем и даљем периоду. У томе је само повремено било краћих периода неслагања, сумње или потпуног раскорака. У временима пресудне доминације политичког фактора у односу на војску и њене потребе, било је повремено тешко прогурати војне наруџбе, па и најнужније приоритете да земља не би заостала за суседним земљама и да би имала перспективну снагу одвраћања и у случају заоштравања односа са великим силама. На примеру Србије се могло пратити на каквим искушењима је једна мала, економски нејака и сиромашна земља, која поред одбране има и других преких потреба.

## Мисије и задаци војске
Мисије и задатке Војске дефинише Скупштина на основу неотуђивог права државе на индивидуалну и колективну одбрану, сагласно члану 51. повеље ОУН, на принципима међународног права којима се регулише употреба силе.
Мисије Војске су: одбрана државе од спољног оружаног угрожавања; учешће у изградњи и очувању мира у региону и свету; подршка у случају природних непогода и катастрофа.
Основни задаци Војске су: одвраћање од оружаног угрожавања и других војних изазова, ризика и претњи безбедности; одбрана територије, ваздушног простора и акваторије; оспособљавање војника, старешина, команди, јединица и установа за реализацију мисија и задатака; учешће у међународној војној сарадњи и мировним операцијама под окриљем ОУН и система колективне безбедности; пружање помоћи у случају природних непогода и катастрофа већих размера, у којима су угрожени људски животи, животна средина и материјална добра.

### Одбрамбена способност
Могућности Војске за отклањање опасности од војних претњи исказују се способношћу за одвраћање и одбрану.
Способност за одвраћање Војске, како је наведено у Белој књизи одбране, исказују њена опремљеност савременим борбеним системима и организованост за обављање задатака, те учешће у реализацији задатака у саставу међународних снага. Војска способност за одбрану исказује својим могућностима одбране територије, ваздушног простора и акваторије, уз ангажовање неопходних ресурса одбране, самостално и уз подршку партнера, савезника и пријатељских држава.
Способности Војске за одвраћање и одбрану пројектују се за максималан интензитет процењених војних изазова, ризика и претњи безбедности, а врста, јачина и начин ангажовања снага зависе од конкретне ситуације. Исказују се успешним функционисањем система, јавношћу рада и квалитетом припрема за одбрану, оспособљеношћу кадра, формирањем борбених састава способних да ефикасно обаве задатке, вежбовним активностима (укључујући и снаге партнера и савезника), борбеним могућностима наоружања и војне опреме и високим нивоом одлучности за одбрану.

## Реформе
Реформе у Војсци по НАТО стандардима су почеле да се спроводе од 2003. године док је и даље постојала државна заједница Србија и Црна Гора. Током процеса модернизације и професионализације Војске Србије, број активних припадника војске, је редукован, тако да је тада износио око 38 хиљада, у складу са Законом о војсци републике Србије. Такође је, у складу са модернизацијом, дошло до замене тенкова и осталих оклопних возила. Сви стари тенкови типа Т-55 су повучени из употребе до 2008. године, тако да Србија данас поседује искључиво савраменије тенкове типа М-84 и Т-72. Србија је такође расходовала и све застареле противавионске системе ЗСУ-57-2 и заменила их новим. Чинови и ознаке на униформама припадника војске Србије су такође реформисани по НАТО стандардима, тако да сада у саставу оружаних снага Србије постоје нови чинови као што су бригадни генерал и комодор. Децембра 2010. године, усвајањем измена Закона о војној, радној и материјалној обавези у Скупштини Србије, суспендовано је обавезно служење војног рока у Србији.  Истим законом предвиђено је да се на добровољно служење војног рока са оружјем у Војсци Србије могу пријавити кандидати мушког и женског пола који у текућој години навршавају од 19 до 30 година живота. такође, под истим условима се могу пријавити и за војностручно оспособљавање за резервне официре Војске Србије. 
Законом о војној, радној и материјалној обавези је предвиђено да: „У извршавању планова попуне Војске Србије, јединица цивилне заштите и других снага одбране Министарство одбране сарађује са државним органима, органима аутономних покрајина и органима јединица локалне самоуправе при доношењу планова регрутовања и попуне Војске Србије, попуне јединица цивилне заштите и других снага одбране и обезбеђује остваривање тих планова”.

## Организација
Војска Србије је организована на стратегијском, оперативном и тактичком нивоу, у команде јединице и установе. Начелно је чине видови, родови и службе. Видови Војске Србије су: Копнена војска и Ваздухопловство и противваздухопловна одбрана. Принцип организовања је хибридни, с измешаним елементима видовског, под једним главним штабом и с елементима поделе на оперативне групације и службе.
Стални састав Војске Србије чине професионални припадници Војске Србије и војници на служењу војног рока.
Резервни састав Војске Србије чине резервни официри, резервни подофицири и војници у резерви. Резервни састав Војске Србије дели се на активну резерву и на пасивну резерву.

### Јединице подређене Генералштабу Војске Србије
- Бригада везе
  1. Батаљон везе
  2. Батаљон везе
  3. Батаљон везе
  4. Батаљон везе
- Централна логистичка база
  1. складишни батаљон
  2. складишни батаљон
  3. складишни батаљон
  4. складишни батаљон

  - Командна чета

  1. СПЦ Београд
  2. СПЦ Београд
- Гарда
  - Приштапске јединице
  - Почасни батаљон
  - Војна полиција Србије
    - Одред војне полиције „Кобре”

  - Логистички батаљон
  - Резиденцијални објекти
  - Објекти посебне намене
- 72. бригада за специјалне операције
  - Командни батаљон
  - Батаљон за специјалне операције „Грифони”
  - Батаљон за специјалне операције „Соколови”
  - Логистичка чета
- 63. падобранска бригада

### Команда за обуку
- Командни батаљон (Топчидер)
- Центар за обуку Копнене војске (Пожаревац)
- Центар за обуку РВиПВО (Батајница)
- Центар за обуку логистике (Крушевац)
- Центар за обуку везе и информатике (Горњи Милановац)
- Центар за усавршавање кадрова АБХО (Крушевац)
- Центар за обуку и усавршавање подофицира (Панчево)

1. центар за обуку (Сомбор)
2. центар за обуку (Ваљево)
3. центар за обуку (Лесковац)

- Команда за развој Београдске бригаде (Јаково)
- Команда за развој Расинске бригаде (Крушевац)
- Команда за развој Тимочке бригаде (Зајечар)
- Команда за развој Банатске бригаде (Зрењанин)
- Интервидовски полигон „Пасуљанске ливаде” (Ћуприја)

## Униформе
- Службена униформа
- Маскирна униформа
- Униформа М10 Војске Србије
- униформа Гарде

## Ознаке
- Ознака припадности Војсци Србије - на службеној униформи
- Ознака припадности Војсци Србије - на маскирној униформи

### Видови
Видови Војске Србије су:
- Копнена војска и
- Ратно ваздухопловство и противваздухопловна одбрана

### Родови
Родови Војске Србије су:
- пешадија,
- оклопне јединице (ОЈ),
- артиљерија,
- инжењерија,
- артиљеријско-ракетне јединице за противваздухопловна дејства (АРЈ за ПВД),
- авијација,
- речне јединице,
- јединице за електронска дејства (ЕД)

### Службе
Службе Војске Србије се деле на опште и логистичке.

#### Опште службе
- кадровска,
- телекомуникације,
- обавештајна,
- безбедносна,
- информатичка,
- атомско-биолошко-хемијска,
- ваздушно осматрање и јављање,
- геодетска,
- правна,
- финансијска и
- метеоролошка и навигацијска служба.

#### Логистичке службе
- техничка,
- интендантска,
- санитетска,
- саобраћајна,
- ветеринарска и
- грађевинска служба.

У односу на ранију организацију Војске, статус рода изгубили су веза, АБХО и ВОЈ, који су постали службе, а постојећим службама придодате су обавештајна, безбедносна и метеоролошка и навигацијска служба.

## Наоружање

### Копнена војска

#### Артиљерија
- Самоходна хаубица 122 mm 2С1 Гвоздика
- хаубица 122 mm Д30
- СВРЛ М-63 Пламен
- СВРЛ М-77 Огањ
- СВРЛ М-87 Оркан
- топ хаубица M84 152 mm Нора
- топ 130 mm М46
- топ 76 mm ЗИС-3

#### Оклопна-борбена средства
- Основни борбени тенк M-84
- Основни борбени тенк T-72
- БВП M-80А
- Борбено оклопно возило полиције БОВ М-86
- Оклопни извиђачки аутомобил БРДМ-2
- ОТ БТР-50
- ОТ БТР-60
- ОТ МТ-ЛБу

### Противоклопна средства
- Против-оклопно возило БОВ-1
- Противоклопни лансирни комплет 9К111 „Фагот”
- Противоклопна вођена ракета „Маљутка”
- Ручни бацач ракета 90 mm М79 „Оса”
- Ручни бацач ракета 64 mm М80 „Зоља”
- Ручни бацач ракета 120 mm М90 „Стршљен”
- Противоклопни лансер „Бумбар”

### Средства ПВО
- ПА топ Бофорс 40 mm Л/70 — (навођен Жирафом)
- ПА топ 30mm М53/59 Прага
- ПА топ 20mm БОВ-3
- ЛАКИ ПРЕНОСНИ РАКЕТНИ СИСТЕМ ПВО ИГЛА
- ЛАКИ ПРЕНОСНИ РАКЕТНИ СИСТЕМ ПВО СТРЕЛА-2М
- РАКЕТНИ СИСТЕМ ПВО СТРЕЛА-10М
- РАКЕТНИ СИСТЕМ ПВО СТРЕЛА-1М
- Ракетни систем ПВО Нева
- Ракетни систем ПВО Куб

### Пешадијско наоружање
- Аутоматска пушка 7.62 mm M70A/M70B1
- Аутоматска пушка „Застава” M-21 5.56 mm M21
- Аутоматски пиштољ 7.65 mm „Шкорпион” M84
- АУТОМАТСКИ БАЦАЧ ГРАНАТА 30 mm М-93 Застава М93 (БГА)
- минобацач М57 60
- минобацач М69 82
- минобацач М75 120
- Митраљез 7.62 mm M-84
- Пушкомитраљез 7.62 mm M72
- Пиштољ 9 mm ЦЗ99
- Снајперска пушка 7.9 mm M76
- Снајперска пушка 7.62 mm M91
- Снајперска пушка 12.7 mm М93 Црна Стрела

### Ратно ваздухопловство и ПВО

#### Ракетни системи ПВО
- С-125 Нева
- 2K12 Куб

#### Ваздухоплови

##### Борбени авиони
- МиГ-29
  - МиГ-29А — 9.12А (ловачки авион)
  - МиГ-29Б — 9.12Б (ловачки авион)
  - МиГ-29 — 9.13 (ловачки авион)
  - МиГ-29УБ — 9.51Б (наставни ловац)
- Ј-22 Орао
  - Ј-22 (јуришник)
  - НЈ-22 (наставни јуришник)
  - ИЈ-22 (извиђачки јуришник)
  - ИНЈ-22 (извиђачки наставни јуришник)
- Г-4 Супер Галеб
  - Г-4 (школско-борбени млазњак) Модернизовани транспортни авион Антонов Ан-26
  - Г-4 (варијанта тегљача мета)

##### Транспортни авиони
- Ан-2 (транспортни авион)
- Ан-26 (транспортни авион)

##### Школски авиони
- Ласта 95 (основна обука)
- Утва 75 (основна обука)

##### Хеликоптери
- Ми-8 -
  - Ми-8Т (десантно-борбени хеликоптер)
  - Ми-17В (десантно-борбени хеликоптер)
  - Ми-17В-5 (десантно-борбени хеликоптер)[12]
- Соко Газела
  - ХО-45 (основни хеликоптер)
  - ХИ-42 Хера (извиђачки хеликоптер)
  - ХН-42М Гама (противоклопни хеликоптер)
  - ХН-45М Гама2 (противоклопни хеликоптер)

## Наоружање повучено из употребе
- Тенкови типа Т-55 — Година производње:1966-1982
- Самоходни противавионски системи ЗСУ-57-2 — Година производње:1960-1961
- Оклопни транспортер М-60 — Година производње:1961-1978
- Самоходно оруђе СУ-100 — Година производње:1961
- МиГ-21 (наставни ловац) — Година производње:1959

## Наоружање планирано за модернизацију
У питању су средства за које је одлучено да су перспективна, за која су већ урађени пројекти.
- Основни борбени тенк M-84 — Година производње: 1985—1990
- Борбено возило пешадије БВП М-80 — Година производње: 1980—1991
- Борбено оклопно возило БОВ (У више верзија) — Година производње: 1983—1991
- Јуришни авион Ј-22 Орао (двосед NJ-22) — Година производње: 1986—1992
- Хеликоптер Газела (наоружана варијанта HN-42M/45M Гама) — Година производње: 1981—1991